# Slaapspoel

Sleep spindle is de Engelse benaming voor slaapspoel.

Een slaapspoel is een uitbarsting aan elektromagnetische straling die voorkomt tijdens slaapfase 2 van non-remslaap en zichtbaar is op een EEG. Een slaapspoel bestaat uit golven van 12 tot 14 Hz die ongeveer een halve seconde duren. Slaapspoelen worden opgewekt in de nucleus reticularis van de thalamus.
Samen met K-complexen vormen de slaapspoelen de belangrijkste kenmerken van slaapfase 2. De belangrijkste functie van een slaapspoel is om informatieverwerking te onderdrukken om de slapende persoon in een rustige toestand te houden.